# 프레더릭 클레먼츠
프레더릭 에드워드 클레먼츠(Frederic Edward Clements, 1874년 9월 16일 ~ 1945년 7월 26일)는 미국의 식물 생태학자이다.
네브래스카 대학에서 공부하고 미네소타 대학 교수, 카네기 연구소원이 되었다.
식물 군락에 관한 연구를 하고, 기후 조건에 따라 식물 군락이 단일의 극상(極相)을 향해서 천이한다는 설을 내놓았다. 동물생태학자 셸퍼드와 함께 '생물생태학'을 제창하여 '통일체로서의 생물 군집'이란 개념을 세웠다. 이 체계는 생물의 개체적 생리와 무기적인 환경요인을 직결시키는 생리주의 위에 세워졌다.